# 栄鱗
栄鱗（えいりん、生没年不詳）とは、江戸時代の浮世絵師。

## 来歴
鳥文斎栄之の門人。作画期は寛政の頃とされる。「栄鱗画」の落款がある「蛍狩り美人図」が作品として知られるが、現在この絵の消息については不明である。画風は栄之に似るという。